# Sałasz Zachodni

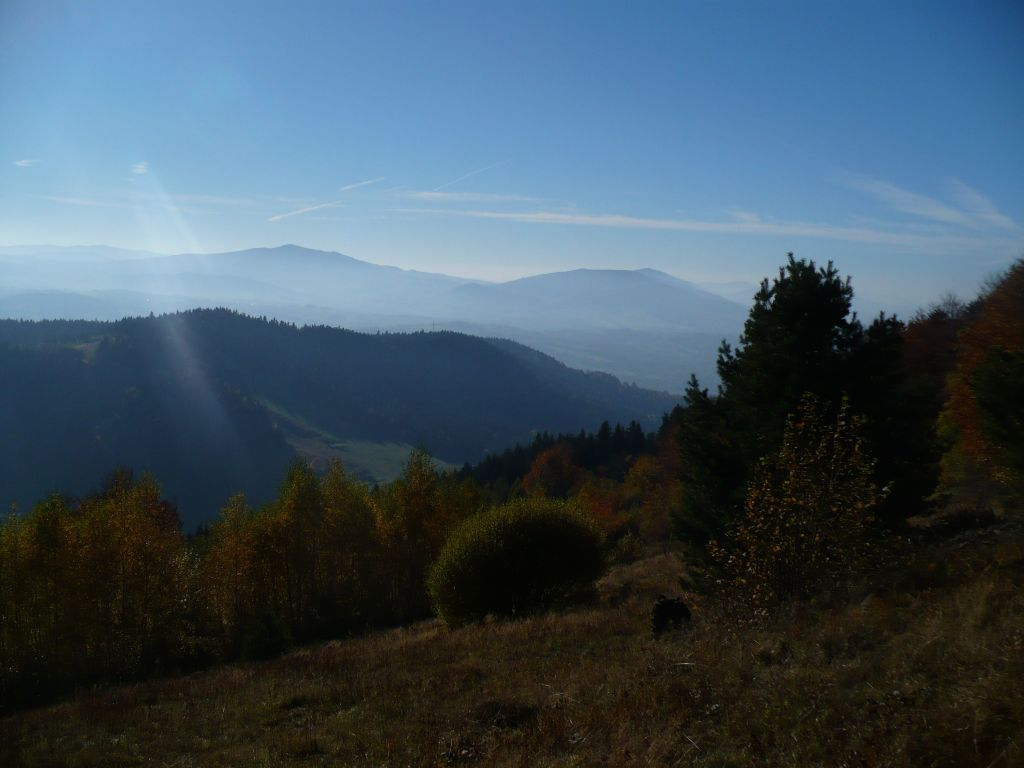
Widok w stronę Mogielicy i Beskidu Wyspowego

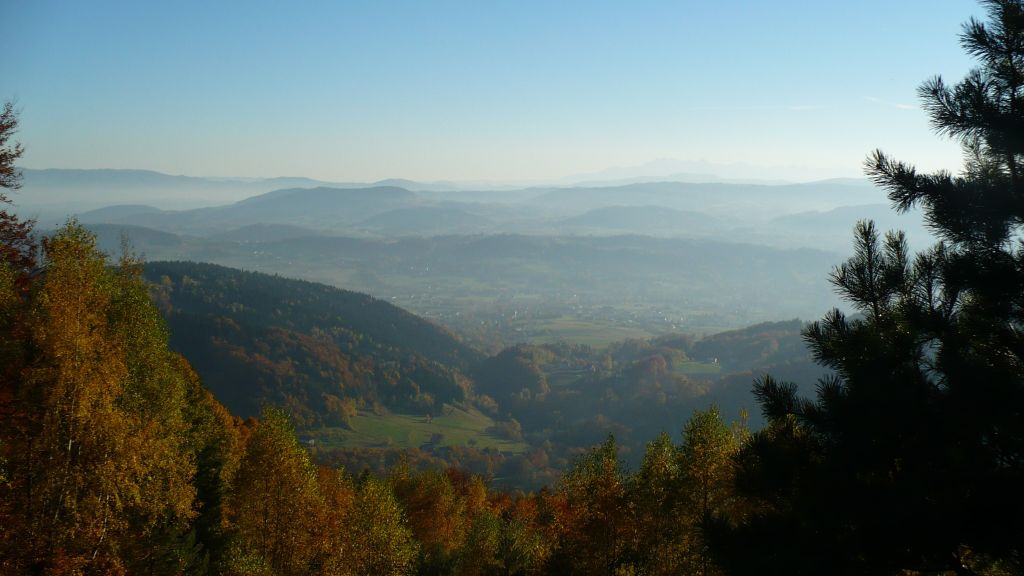
Panorama w stronę Tatr

Sałasz Zachodni, Sałasz Mały (868,5 m n.p.m.) – szczyt w Paśmie Łososińskim w Beskidzie Wyspowym. Znajduje się w tym paśmie pomiędzy Sarczynem (ok. 762 m), od którego oddzielony jest przełęczą pod Sałaszem (670 m), a Sałaszem Wschodnim (909 m). Na północną stronę odchodzi od niego boczny grzbiet z wierzchołkiem Korab. Na północnych stokach Sałasza Wschodniego wysoko podchodzą zabudowania i pola uprawne miejscowości Jaworzna, południowe, zalesione stoki należą do miejscowości Mordarka, część stoku o ekspozycji północno-zachodniej znajduje się w Laskowej. Na południowych stokach Sałasza Zachodniego, pod jego wierzchołkiem, znajdują się dwie polany oddzielone wąskim pasem lasu, określane wspólną nazwą jako Polana Stoły. Z polan tych rozciągają się szerokie panoramy na południe, w tym na Beskid Wyspowy, Sądecki, Gorce oraz przy dobrej pogodzie widoki na całą koronę Tatr. Można również dostrzec Babią Górę.

## Szlaki turystyki pieszej
– niebieski z Limanowej przez Sałasz Zachodni i całe Pasmo Łososińskie do Jeziora Rożnowskiego
 – zielony z Łososiny Górnej przez Sałasz Zachodni do Pisarzowej
 – czarny z Laskowej do skrzyżowania ze szlakiem niebieskim